# آرنسگنهوت
آرنسگنهوت (به هلندی: Arensgenhout) یک منطقهٔ مسکونی در هلند است که در نوت (هلند) واقع شده‌است. آرنسگنهوت c نفر جمعیت دارد.